# 彼らの海
『彼らの海』（かれらのうみ）は、1999年 - 2008年にテレビ熊本と電通が製作したドキュメンタリー番組、テレビドラマのシリーズ。
海をテーマにしたドキュメンタリー番組として放送開始。第7弾から第9弾まではテレビドラマとして制作されたが、第10弾で再びドキュメンタリーに戻った。

## 彼らの海 〜ウォーターマンに憧れて〜
第1弾。1999年放送。日本のライフガード、鯨井保年がハワイ・マカハのライフガード達と海での時間を共有し、「ウォーターマンとは何か」という疑問への彼なりの答えを導き出すドキュメンタリー。一般的なテレビ番組とは一線を画した企画内容は深夜番組ながら各方面で話題となった、第一弾。
- 出演：鯨井保年、Brian Keaulana、Rusty Keaulana
- プロデューサー：坂田雄馬、酒本剛毅
- ディレクター：志水健太郎
- 演出：関眞也
- カメラマン：平松伸浩、Sonny Miller、Chiris Tronolone
- 構成：松谷光絵
- ナレーター：バカボン鬼塚

## 彼らの海II 金子賢と中村竜のハワイアンサーフィン
第2弾。2000年放送。俳優の金子賢と中村竜が、それぞれハワイのレジェンドサーファーとの交流から、自分と海や仕事との関係を見つめ直すドキュメンタリー。マウイ島のジョーズの波を初めてテレビで紹介した。
- 出演：金子賢、中村竜、David Kalama、Wendell Titcomb、古矢英果
- プロデューサー：坂田雄馬
- カメラマン：原正美、Chris Tronolone、Erik Aeder
- ディレクター：関眞也
- 構成：松谷光絵
- ナレーター：バカボン鬼塚

## 彼らの海III 伝説のサーファー“ジェリーロペス”とサーフィンの旅
第3弾。2001年放送。俳優の坂口憲二が大学時代を過ごしたハワイを訪れ、伝説のサーファーであるジェリー・ロペスと波を分かち合う。ロペスと入った海はマウイ島・ホウキパ。風が強くウインドサーフィンのメッカとして有名なポイントだが、早朝はサーフィンが出来る。思ったより大きな波に坂口憲二はなかなかテイクオフできないのだが、ロペスに促されてついに一本波を捕まえる。
- 出演：坂口憲二、ジェリー・ロペス
- 企画：坂田雄馬
- プロデューサー：山西大平
- ディレクター：関眞也

## 彼らの海IV 坂口憲二と仲間達 SURF TRIP in TANEGASHIMA
第4弾。2002年放送。当初は海外での撮影を予定していたが、この年に湾岸戦争が起きたため、急遽国内ロケに変更になった。TBSのドラマ『池袋ウエストゲートパーク』の撮影終わりで参加した坂口憲二は、役どころのままの茶髪で登場する。サーフィンカメラマンの横山泰介も参加しており、仲間とのサーフトリップの楽しさが表れている。
- 出演：坂口憲二

## 彼らの海V 吉沢悠 7days in Hawaii
第5弾。2003年放送。吉沢悠出演。

## 彼らの海VI SHIHOと彼女たちの海
第6弾。2004年放送。ファッションモデルのSHIHOがハワイで海と共に生きる女性達を訪ねる。同シリーズ最初の女性出演者による企画。
- 出演：SHIHO
- 企画・プロデュース：坂田雄馬
- プロデューサー：正垣吉朗
- 演出：小林啓一
- 構成：小林学
- ナレーター：柏原収史

## 彼らの海VII Wish On The Polestar
第7弾。2005年2月26日にテレビ熊本で放送され、他のフジテレビ系列局でも順次放送された。今作よりテレビドラマとして内容がリニューアルされた。サーフィンを題材に高校生の男女の恋愛を描く。2006年4月にDVD化。

### キャスト
- 柏木賢：木村了
- 小山亜美：長谷部優
- 柏木哲：石橋蓮司

### スタッフ
- 監督・脚本・編集：窪田崇
- 共同脚本：渡辺雄介
- 主題歌：長谷部優「Promised Beach」
- オープニングテーマ：ルルティア「プライマリー」
- プロデューサー：正川吉朗、坂田雄馬（電通）
- エグゼクティブ・プロデューサー：嶺厚（テレビ熊本）

## 彼らの海VIII Sentimental Journey
第8弾。2006年2月26日にテレビ熊本で放送され、他のフジテレビ系列局でも順次放送された。音楽グループAAAのメンバーを主演に迎えた、予備校生の男女3人の青春ストーリー。同年4月にDVD化された。

### キャスト
- 関裕輔：末吉秀太（AAA）
- 杉本渚：伊藤千晃（AAA）
- 片桐伸吾：與真司郎（AAA）
- 本田麻依：宇野実彩子（AAA）
- 常田正行：江藤潤

### スタッフ
- 監督・脚本・原作・編集：窪田崇
- 共同脚本：渡辺雄介
- エンディングテーマ：AAA「ボクラノテ」
- 企画・プロデュース：坂田雄馬（電通）
- プロデューサー：兵頭秀樹（電通）、八島賢（C.A.L）
- チーフプロデューサー：嶺厚（テレビ熊本）
- 音楽：佐々木景清

## 彼らの海IX はじまりの朝
第9弾。2007年2月24日にテレビ熊本で放送され、フジテレビ系列局でも順次放送された。自転車の旅をする中高生の男女の青春ストーリー。

### キャスト
- 恵：井料彩美
- 空美：北村佳織
- 俊也：澤畑和幸
- 警官：ダンディ坂野
- おじさん：森次晃嗣

スタッフ
- 脚本：吉本昌弘

## 彼らの海X endless love, endless journey
第10弾。2008年2月23日にテレビ熊本で放送され、他のフジテレビ系列局でも順次放送。今作は再びドキュメンタリーとして制作された。ハワイ在住のサーファーであるベサニー・ハミルトンやトニー・モニーツへの取材など。
- ナビゲーター：小泉里子
- ナレーター：東幹久

## 2009年以降
2009年以降、テレビ熊本製作による2月期の単発特別番組は『彼らの海』シリーズを終了し、別の企画を製作・放送している。
- 2009年には『なでしこゴルフ』を放送。出演は女優の滝沢沙織、モデルの桜井裕美、プロゴルファーで地元・熊本県出身の笠りつ子。テレビ熊本とテレビ西日本では2月21日に、フジテレビでは3月15日に、関西テレビでは2月22日に、北海道文化放送と東海テレビでは3月8日に順次放送された。
- 2010年には『幸せの言葉』を放送。司会はモデルの押切もえ、ゲストはフードコーディネーターのSHIORIと元女子プロテニス選手の杉山愛。テレビ熊本とテレビ西日本では2月20日に、東海テレビでは3月7日に、フジテレビでは3月11日に、関西テレビでは3月13日に順次放送された。
- 2011年・2012年は『近未来予測テレビ淳&薫堂のTHE NEXT』を放送。司会はロンドンブーツ1号2号の田村淳と小山薫堂。
- 2013年～2015年は『水の国ニッポン』を放送。
- 2016年は『Island Explorer～日本最西端で地球の不思議を探る～』を放送。
  - 制作のテレビ熊本は2月27日に、フジテレビは3月15日に放送。
- 2017年は『Island Explorer2』を放送。
  - 制作のテレビ熊本、テレビ西日本は2月25日に、関西テレビは2月28日に、東海テレビは3月11日に、フジテレビは3月25日に放送。
- 2018年は『未知との対話～優しい衝撃をもたらすダイバーシティ～』を放送。
  - 制作のテレビ熊本、テレビ西日本は2月24日、フジテレビは3月10日、東海テレビは3月13日、関西テレビは3月28日に放送。
- 2019年は『ベッキーと未知との対話』を放送。
  - 制作のテレビ熊本、テレビ西日本は3月2日、フジテレビは3月8日、東海テレビは3月12日、関西テレビは3月13日に放送。
- 2020年は『JOYと僕らの小さな冒険 未知との対話2020』を放送。
  - 制作のテレビ熊本は3月7日、テレビ西日本は3月8日、フジテレビは3月10日、関西テレビは3月25日、東海テレビは3月30日に放送。
- 2021年は『旬なあなたを喜ばせたい!芸能人おもてなしSHOW』を放送。
  - 制作のテレビ熊本は3月10日、テレビ西日本は3月21日、関西テレビは3月24日、東海テレビは3月30日、フジテレビは4月6日に順次放送された。
- 2022年は『新婚旅行下見旅 ハネムーンの聖地!?熊本へ』を放送。
- 2023年は『次世代スターを見つけ隊 in 熊本』を放送。
  - 制作のテレビ熊本は3月18日、テレビ西日本は3月19日、フジテレビは3月22日、関西テレビ・東海テレビは3月29日に順次放送された。
- 2024年は『熊本出身！コロッケの地元めぐり旅』を放送。
- 2025年は『コロッケが巡る!?芸能人モノマネツアー！in熊本』を放送。
  - なお、フジテレビはこの年に「中居正広・フジテレビ問題」の影響で現在放送に至っていない。